# مالكولم لي
مالكولم لي (بالإنجليزية: Malcolm D. Lee)‏ هو كاتب سيناريو ومخرج وممثل أمريكي، ولد في 11 يناير 1970 بكوينز في الولايات المتحدة.

## أعمال

### أفلام
- (2008) مرحبا بك في بيتك روسكو جنكينز
- (2013) فيلم مخيف 5
- (2016)  القصة التالية[4]
- (2017) رحلة فتيات
- (2018) مدرسة مسائية

## وصلات خارجية
- مالكولم لي على موقع IMDb (الإنجليزية)
- مالكولم لي على موقع روتن توميتوز (الإنجليزية)
- مالكولم لي على موقع ألو سيني (الفرنسية)
- مالكولم لي على موقع ميوزك برينز (الإنجليزية)
- مالكولم لي على موقع أول موفي (الإنجليزية)
- مالكولم لي على موقع بوكس أوفيس موجو (الإنجليزية)
- مالكولم لي على موقع قاعدة بيانات الأفلام السويدية (السويدية)
- مالكولم لي على موقع إن إن دي بي (الإنجليزية)
- مالكولم لي على موقع قاعدة بيانات الفيلم (الإنجليزية)
- مالكولم لي على موقع كينوبويسك (الروسية)